# Episodi di Descendants: Wicked World (seconda stagione)
La seconda stagione di Descendants: Wicked World ha 15 episodi ed è stata trasmessa sul canale statunitense Disney Channel dal 21 ottobre 2016.
In Italia la stagione va in onda il 1º maggio 2017 su Disney Channel (Italia).
| n° | Titolo originale      | Titolo italiano           | Prima TV USA     | Prima TV Italia |
| -- | --------------------- | ------------------------- | ---------------- | --------------- |
| 1  | Slumber Party         | Pigiama Party             | 21 ottobre 2016  | 1º maggio 2017  |
| 2  | Odd Mal Out           | Niente festa per Mal      | 28 ottobre 2016  | 1º maggio 2017  |
| 3  | Pair of Sneakers      | Alla ricerca del gioiello | 4 novembre 2016  | 2 maggio 2017   |
| 4  | Wild Rehearsal        | Il ballo stregato         | 11 novembre 2016 | 2 maggio 2017   |
| 5  | Chemical Reaction     | Reazione chimica          | 18 novembre 2016 | 3 maggio 2017   |
| 6  | Talking Heads         | Teste parlanti            | 2 dicembre 2016  | 3 maggio 2017   |
| 7  | Steal Away            | Il gioiello maledetto     | 9 dicembre 2016  | 4 maggio 2017   |
| 8  | Evil Among Us         | Il male tra noi           | 6 gennaio 2017   | 4 maggio 2017   |
| 9  | Options Are Shrinking | Intrusi pericolosi        | 13 gennaio 2017  | 5 maggio 2017   |
| 10 | Party Crasher         | Un imbucato alla festa    | 20 gennaio 2017  | 5 maggio 2017   |
| 11 | Mal-Ione              | Sola contro il male       | 27 gennaio 2017  | 6 maggio 2017   |
| 12 | Trapped               | In trappola               | 3 febbraio 2017  | 6 maggio 2017   |
| 13 | Face to Face          | Faccia a faccia           | 10 febbraio 2017 | 7 maggio 2017   |
| 14 | United We Stand       | L'unione fa la forza      | 17 febbraio 2017 | 7 maggio 2017   |
| 15 | Celebration           | La festa ha inizio        | 24 febbraio 2017 | 8 maggio 2017   |